# Rudolf Kadlec (učitel)
Rudolf Kadlec (8. ledna 1903 Brno –  11. dubna 1942 Auschwitz) byl český učitel, činovník Sokola a oběť nacismu.

## Život
Rudolf Kadlec se narodil 8. ledna 1903 v Brně v rodině Rudolfa Kadlece a Žofie, rozené Pospíšilové. Obecnou školu navštěvoval ve Frenštátě pod Radhoštěm a v Drahotuších. V roce 1919 začal studovat na Reálném gymnáziu v Hranicích, v roce 1920 přestoupil na Reálné gymnázium v Lipníku nad Bečvou. Zde v roce 1922 odmaturoval a následně byl přijat ke studiu na vysoké škole technické. K 1. lednu 1923 nastoupil jako pomocný učitel v trojtřídní škole v Hošťálkové, od srpna téhož roku působil na obecné čtyřtřídní škole v Růžďce. Po absolvování zkoušky učitelské dospělosti na státním koedukačním učitelském ústavu ve Valašském Meziříčí působil od června 1924 na stejné škole jako učitel zatímní. K 1. říjnu téhož roku nastoupil prezenční vojenskou službu a ve stejné době i ke studiu na Vysoké škole pedagogické v Brně. Po skončení vojenské služby nastoupil k 1. dubnu 1925 jako zatímní učitel v Hošťálkové. Na vysokou školu dojížděl o víkendech a po absolvování čtyř semestrů vykonal 26. listopadu 1927 úspěšně zkoušku učitelské způsobilosti. Jako učitel definitivní působil nadále v Hošťálkové, kde založil organizaci Sokola. Po absolvování kurzu pro učitele lidových škol hospodářských přešel v listopadu 1936 na Lidovou školu hospodářskou opět v Hošťálkové. V roce 1941 byl ustanoven řídícím učitelem na škole v Leskovci. Oženil se s Martou Šabackou. Dne 8. října 1941 byl zatčen gestapem v rámci akce proti sokolským činovníkům. Vězněn byl v Brně a poté v koncentračním táboře Auschwitz, kde 11. dubna 1942 zemřel.